# Эффект Тэтчер

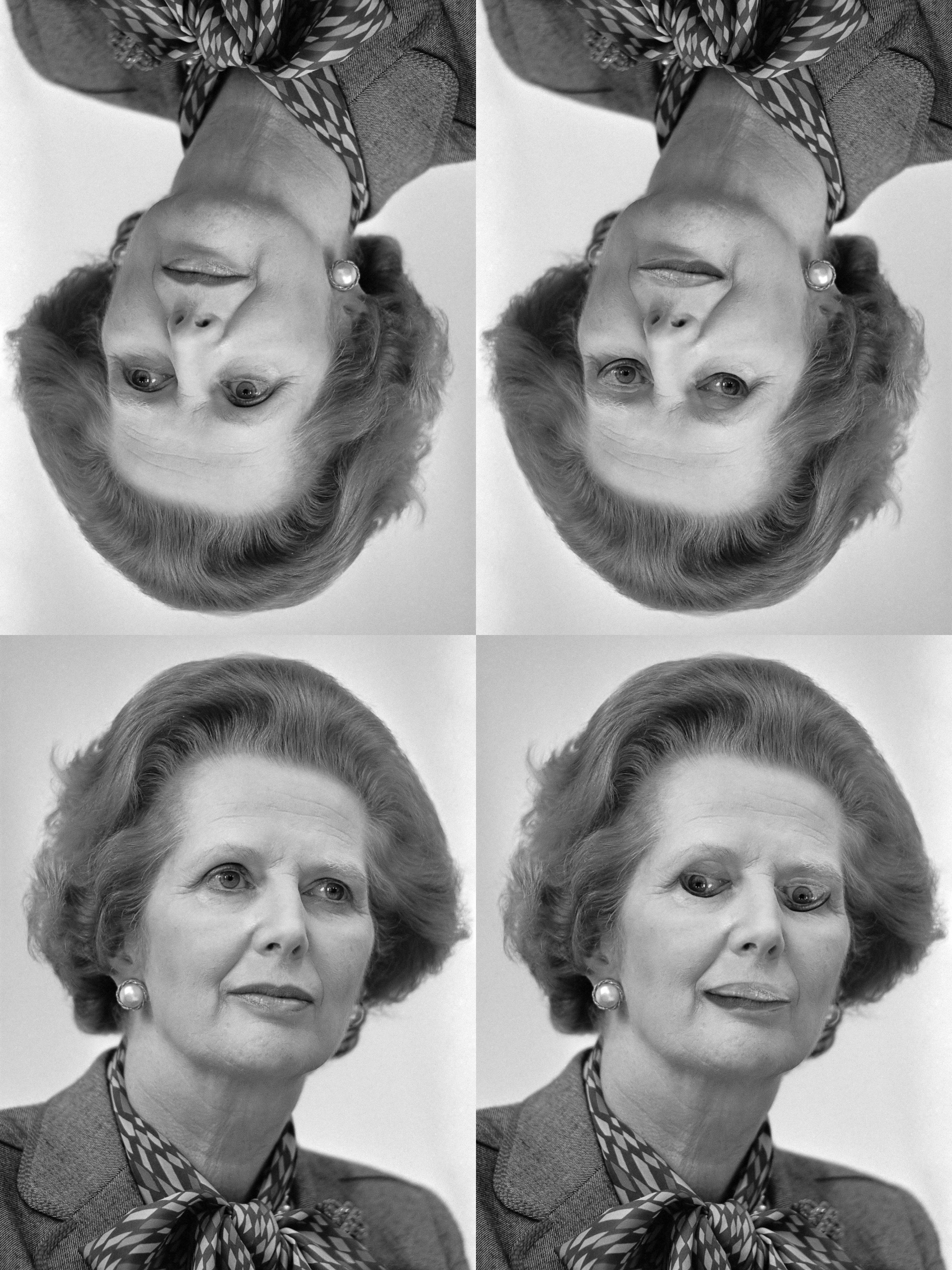
Эффект Тэтчер, показанный здесь на фотографии Маргарет Тэтчер.

Эффект Тэтчер или иллюзия Тэтчер — явление, при котором труднее обнаружить локальные изменения черт на перевёрнутом лице, несмотря на то, что идентичные изменения очевидны на лице в привычном положении. Эффект был назван в честь премьер-министра Великобритании Маргарет Тэтчер, на примере фотографии которой иллюзия и была впервые продемонстрирована. Эффект был выявлен в 1980 году Питером Томпсоном, профессором психологии Йоркского университета.

## Обзор
Эффект иллюстрируется двумя изначально идентичными фотографиями, которые переворачивают. Второе изображение изменяют, переворачивая глаза и рот по вертикали ещё раз — фактически, возвращая их в нормальное положение относительно зрителя. Внесённые изменения не сразу заметны, пока всё изображение не возвращается в нормальное положение. Изменённое изображение, будучи возвращённым в нормальное положение, вызывает тревогу.
Считается, что эффект Тэтчер связан с определёнными психологическими когнитивными модулями, задействованными в восприятии лиц, которые настроены в первую очередь на нормальные вертикальные положения лиц. Лица кажутся уникальными, несмотря на то, что они очень похожи. Была выдвинута гипотеза, что в человеческом мозге проходят определённые процессы для различения лиц, которые зависят как от конфигурации (структурных отношений между отдельными чертами лица), так и от деталей отдельных черт лица, таких как глаза, нос и рот.
Есть свидетельства того, что макаки-резусы, а также шимпанзе тоже испытывают эффект Тэтчер. Этот факт повышает вероятность того, что некоторые механизмы мозга, участвующие в обработке лиц, могли развиться у общего предка более 30 миллионов лет назад.
Основные принципы эффекта Тэтчер в восприятии лиц также были применены к биологическому движению. Локальную инверсию отдельных точек сложно, а в некоторых случаях почти невозможно распознать, когда инвертирована вся фигура.

## Дальнейшие исследования
Иллюзия Тэтчер оказалась полезной для раскрытия психологии распознавания лиц. Как правило, эксперименты с использованием иллюзии Тэтчер связаны с измерением времени, необходимого для того, чтобы увидеть несогласованные элементы в нормальном или перевёрнутом положении. Такие меры использовались для определения характера обработки целостных изображений лиц.
Показывая повёрнутые под различными углами изображения, исследователи изучали постепенное или внезапное появление иллюзии. Наблюдение иллюзии Тэтчер было обнаружено во всех группах испытуемых. Дети наблюдают иллюзию наряду со взрослыми, в том числе дети с аутизмом, и даже люди с прозопагнозией.